# Batarà blavós
El batarà blavós (Thamnomanes caesius) és una espècie d'ocell de la família dels tamnofílids (Thamnophilidae).

## Hàbitat i distribució
Habita el sotabosc de la selva humida de les terres baixes de l'est de Colòmbia, sud de Veneçuela i Guaiana, cap al sud, a través de l'est d'Equador fins al nord-est de Perú i Amazònia, nord i est del Brasil i nord-est de Bolívia.